# Simple Minds
Simple Minds (transkr. Simpl majnds) škotska je muzička grupa, osnovana 1977. godine. Slavu je stekla tokom 1980–ih. Najpoznatija pesma ovog benda je Don't You (Forget About Me), iz filma Breakfast Club, snimljenog 1985. godine. Uspeh su doživeli i hitovi Alive and Kicking (1985), Belfast Child (1989) i Someone Somewhere (In Summertime) (1982). Frontmen i pevač je Džim Ker.

## Diskografija
- Life in a Day (1979) studijski album
- Real to Real Cacophony (1979) studijski album
- Empires and Dance (1980) studijski album
- Sons and Fascination/Sister Feelings Call (1981) studijski album
- New Gold Dream (81/82/83/84) (1982) studijski album
- Sparkle in the Rain (1984) studijski album
- The Breakfast Club (Original Motion Picture Soundtrack) (1985) jedna pesma
- Once Upon A Time (1985) studijski album
- Live in the City of Light (1987) lajv album
- Street Fighting Years (1989) studijski album
- Real Life (1991)studijski album
- Good News from the Next World (1995) studijski album
- Neapolis (1998) studijski album
- Our Secrets are the Same (2000) studijski album
- Neon Lights (2001) album obrada
- Cry (2002) studijski album
- Black & White 050505 (2005) studijski album
- Sunday Express - Live (Volumes 1 & 2) (2007) lajv album
- Graffiti Soul (2009) studijski album
- TBA (2012)
- Big Music (2014)
- Acoustic (2016)
- Walk Between Worlds (2018) studijski album

## Spoljašnje veze
- Zvanični sajt